# Aslia forbesi
Aslia forbesi is een zeekomkommer uit de familie Cucumariidae.
De wetenschappelijke naam van de soort werd in 1886 gepubliceerd door Francis Jeffrey Bell.